# Desde dónde a la eternidad
"Desde dónde a la eternidad" (título original en inglés: "From Where to Eternity") es el vigésimo segundo episodio de la serie de HBO Los Soprano y el noveno de la segunda temporada de la serie. Fue escrito por Michael Imperioli, dirigido por Henry J. Bronchtein y estrenado el 12 de marzo de 2000 en Estados Unidos.

## Protagonistas
- James Gandolfini como Tony Soprano.
- Lorraine Bracco como Dr. Jennifer Melfi.
- Edie Falco como Carmela Soprano.
- Michael Imperioli como Christopher Moltisanti.
- Dominic Chianese como Corrado Soprano, Jr. *
- Vincent Pastore como Big Pussy Bonpensiero.
- Steven Van Zandt como Silvio Dante.
- Tony Sirico como Paulie Gualtieri.
- Robert Iler como Anthony Soprano, Jr.
- Jamie-Lynn Sigler como Meadow Soprano.
- Drea de Matteo como Adriana La Cerva.
- David Proval como Richie Aprile.
- Aida Turturro como Janice Soprano.
- y Nancy Marchand como Livia Soprano. *
- * = sólo mencionados

### Protagonista invitado
- Jerry Adler como Hesh Rabkin.

#### Otros protagonistas
| - Peter Bogdanovich como Dr. Elliot Kupferberg. - Lillo Brancato, Jr. como Matt Bevilaqua. - Louis Lombardi como Agente Skip Lipari. - Brian Aguiar como Jimmy. - Seth Barrish como Doctor. - Michael Cannis como Detective #2. - Tom Cappadona como Daniel King. - Nancy Cassaro como Joanne Moltisanti. | - Scottie Epstein como Quickie G. - John Christopher Jones como Kevin Cullen. - Peter McRobbie como Father Felix. - Judy Reyes como Michelle. - James Sioutis como Detective #1. - Lisa Valens como Felicia Anne. - Maureen Van Zandt como Gabriella Dante. - Gameela Wright como Enfermera. |

## Resumen del episodio
La familia y miembros de la organización Soprano continúa en el hospital por Christopher Moltisanti, que permanece en la UCI. En una de las esperas, Carmela y Gabriella Dante hablan sobre Ralphie Rotaldo, un asociado de la familia, y Gabriella asegura a Carmela que la novia brasileña de éste ha tenido un bebé. Durante la noche, Tony y Carmela discuten sobre el caso de la novia brasileña, una exnovia de Tony, y Carmela le pide a su marido que se haga una vasectomía. Esa misma noche reciben una llamada avisando de que Christopher ha empeorado y acuden rápidamente al hospital. Christopher estuvo "clínicamente muerto" alrededor de un minuto, como aseguró el doctor, pero salió de peligro. Christopher pide ver a Tony y Paulie, a quienes revela que visitó el infierno y vio a los gánsteres Brendan Filone y Mikey Palmice en una taberna irlandesa. Estos le dieron un mensaje: "A las tres".
Paulie queda muy afectado por ese mensaje y comienza a tener alucinaciones. Acude al hospital para volver a hablar con Christopher e incluso llega a visitar a un médium. Mientras tanto, Pussy continúa viéndose con el agente del FBI Skip Lipari y asegura que Tony comienza a sospechar. Para tratar de volver a ganarse su confianza, Pussy descubre el paradero de Matt Bevilaqua, el autor de los disparos contra Christopher y que se halla en Hacklebarney State Park en Chester Township, Nueva Jersey, cerca del albergue George Washington. Tony y Pussy lo secuestran y lo llevan a una casa abandonada, donde finalmente lo ejecutan.
El capítulo finaliza con Paulie hablando con un sacerdote sobre el caso del mensaje de Christopher y su visita al médium. Paulie decide dejar de hacer donaciones a la parroquia porque considera que le deberían "haber cubierto" en todo ese asunto. Tony y Pussy, mientras, celebran la venganza de Christopher con una cena. Finalmente, Tony llega a casa y reconoce a Carmela que se hará la vasectomía. Sin embargo, Carmela ahora no quiere y confiesa a Tony que "puede que quiera tener otro hijo".

## Fallecidos
- Matthew Bevilaqua: muere asesinado tras 21 disparos a bocajarro de Tony y Pussy como venganza por su intento de asesinato contra Christopher.

## Producción
El capítulo fue el noveno de la segunda temporada, pero fue el octavo en ser producido. Este episodio fue el debut de Michael Imperioli como guionista, pues volvería a escribir más capítulos de la serie en el futuro.

## Música
- La canción "My Lover's Prayer" de Otis Redding aparece en varios momentos del episodio y al final, con los créditos.[2]
- La canción de Metallica "King Nothing" es la que suena cuando Paulie habla con Tony tras su visita al médium.[2]
- En el bar irlandés donde Tony y Pussy se encuentran cenando, la canción que suena es la ópera "Mona Lisa".